# Bernard Chanda
Bernard Chanda (né en 1952 et mort le 16 mai 1993) est un footballeur zambien des années 1970.